# San Felice del Molise
San Felice del Molise (croat molisià Štifilić ) és un municipi italià, situat a la regió de Molise. L'any 2007 tenia 813 habitants. Limita amb els municipis d'Acquaviva Collecroce, Castelmauro, Mafalda, Montefalcone nel Sannio, Montemitro, Montenero di Bisaccia, Tavenna, Tufillo (CH). És, juntament amb Acquaviva Collecroce i Montemitro, un dels municipis italians on es parla una varietat del croat

## Administració
| Període | Identitat      | Partit        |
| ------- | -------------- | ------------- |
| 2005-   | Rosida Norelli | Llista cívica |